# Лышевский, Александр Силыч

Мемориальная доска в ЮРГТУ (НПИ)

Алекса́ндр Си́лыч Лыше́вский (1922—1981) — советский профессор, доктор технических наук, заслуженный деятель науки и техники РСФСР (1973).

## Биография
Родился в 1922 году.
С 1963 по 1981 годы заведовал кафедрой «Двигатели внутреннего сгорания» механического факультета ЮРГТУ (НПИ).
```
соавтор в  21 изобретении.
```

Умер Александр Силыч в 1981 году, похоронен в Новочеркасске.

## Память
На механическом факультете главного корпуса ЮРГТУ (НПИ) имеется мемориальная доска: «Здесь с 1951 по 1981 гг. работал выдающийся учёный, заведующий кафедрой „Двигатели внутреннего сгорания“, заслуженный деятель науки и техники РСФСР, профессор, доктор технических наук Александр Силыч Лышевский. 1922—1981 гг.».